# Piazza Unità d'Italia
Piazza Unità d'Italia, comunemente detta piazza Unità, è la piazza principale di Trieste, situata ai piedi del colle di San Giusto, tra il Borgo Teresiano e Borgo Giuseppino.
Di pianta rettangolare, su un'area totale di 12.280 m², si apre da un lato sul Golfo di Trieste ed è circondata da numerosi palazzi ed edifici pubblici, sedi di diversi enti: il municipio di Trieste, il palazzo della Giunta regionale del Friuli-Venezia Giulia e la prefettura del capoluogo.

## Storia

Piazza Unità nel giorno del ritorno di Trieste all'Italia.

Anticamente era chiamata Piazza San Pietro, dal nome di una chiesetta ivi esistente, poi nel 1863 cambiò nome in Piazza Grande. Durante il periodo austriaco  il nome fu mutato in Piazza Francesco Giuseppe, dal nome dell'imperatore Francesco Giuseppe d'Austria. Assunse il nome di Piazza Unità nel 1918, quando la città fu annessa all'Italia. Nel 1955, allorché la città ritornò all'Italia con la dissoluzione del Territorio Libero di Trieste, prese la denominazione attuale, ovvero Piazza dell’Unità d'Italia.
La piazza è stata rimodellata più volte nel corso dei secoli. L'aspetto attuale le deriva dalla ristrutturazione completa che l'ha interessata nel periodo 2001-2005, quando tutti i palazzi sono stati oggetto di restauro; la pavimentazione in asfalto è stata rimossa e sostituita con blocchi in pietra arenaria simili ai tradizionali "masegni" che anticamente lastricavano la piazza; la fontana dei Quattro Continenti è stata posizionata davanti all'ingresso principale del Municipio, riportandola nella sua locazione originaria, e sul lato mare è stato installato un sistema di illuminazione con led luminosi blu che intendono ricordare l'antico mandracchio interrato nel corso dei secoli.
Prima che nella piazza avessero inizio i lavori di risistemazione, l'allora giunta comunale pensò di sfruttare lo spazio disegnandovi un grande dipinto. Il disegno rappresentava l'Europa e Trieste, inserite in una porta ad arco orientale in cui erano indicati il Sol Levante, la Luna e delle stelle gialle su sfondo blu che richiamavano alla bandiera dell'Europa Unita.
La rappresentazione simbolica indicava una figura femminile armata di una lancia a forma di alabarda (simbolo di Trieste) in sella a un toro, mentre si dirigeva verso il mare. Opera dell'artista Bruno Chersicla, il disegno voleva significare la volontà della città di porsi come protagonista della Comunità Europea. Il dipinto, di oltre novemila metri quadrati, è stato segnalato nel Guinness dei primati.

## Le architetture
1 Palazzo della Luogotenenza austriaca
2 Palazzo Stratti
3 Palazzo Modello
4 Palazzo del Municipio
5 Palazzo Pitteri
6 Grand Hotel Duchi d'Aosta
7 Palazzo del Lloyd Triestino
I palazzi che si affacciano sulla piazza sono (in senso orario dal lato mare):
- il palazzo della Luogotenenza austriaca (1905 - architetto Emil Artmann), ora sede della Prefettura, con i caratteristici mosaici che ora raffigurano lo stemma della casa sabauda e i personaggi tipici. Tali mosaici vennero a sostituire (nei primi anni '20) quelli originari che raffiguravano lo stemma imperiale austro-ungarico (aquila nera con due teste su sfondo oro) e i membri della casa imperiale, dopo l'annessione del territorio triestino all'Italia (i mosaici originali sono rimasti però sui due lati corti del palazzo).
- il palazzo Stratti (1839 - architetto Antonio Buttazzoni), dove si trova anche il caffè degli Specchi, uno storico caffè triestino. Sulla sommità del palazzo un gruppo scultoreo raffigura Trieste con allegorie di fortuna e progresso. Un breve passaggio tra la Prefettura e il palazzo Stratti porta al teatro lirico "Giuseppe Verdi" ed alla galleria del Tergesteo;
- il palazzo Modello (1871 - architetto Giuseppe Bruni); il passaggio tra palazzo Modello ed il municipio porta alla piazza della Borsa;
- il municipio, dalla particolare architettura (1875 - architetto Giuseppe Bruni); sulla torre municipale due automi bronzei fanno udire i loro rintocchi allo scoccare delle ore. Proseguendo sul lato del municipio si giunge al sito archeologico del teatro romano
- il palazzo Pitteri (1780 - architetto Ulderico Moro); è il più antico palazzo di piazza Unità;
- il Grand Hotel Duchi d'Aosta (1873 - ingegner Eugenio Geiringer e architetto Giovanni Righetti);
- il palazzo della compagnia di navigazione Lloyd Austriaco di Navigazione, poi Lloyd Triestino, ed ora sede della Regione autonoma Friuli Venezia Giulia (1884 - architetto Heinrich von Ferstel).

Di fronte al municipio si trova la monumentale fontana dei Quattro Continenti, realizzata tra il 1751 e il 1754 dallo scultore bergamasco Giovanni Battista Mazzoleni, mentre sulla destra della fontana, di fronte a palazzo Pitteri, si trova la colonna di Carlo VI d'Asburgo sormontata da una statua del sovrano.
Sul lato mare si trovano infine due pili portabandiera, donati nel 1932 dagli autieri della prima guerra mondiale, ove vengono effettuati gli alza e gli ammaina bandiera solenni.

### Il municipio

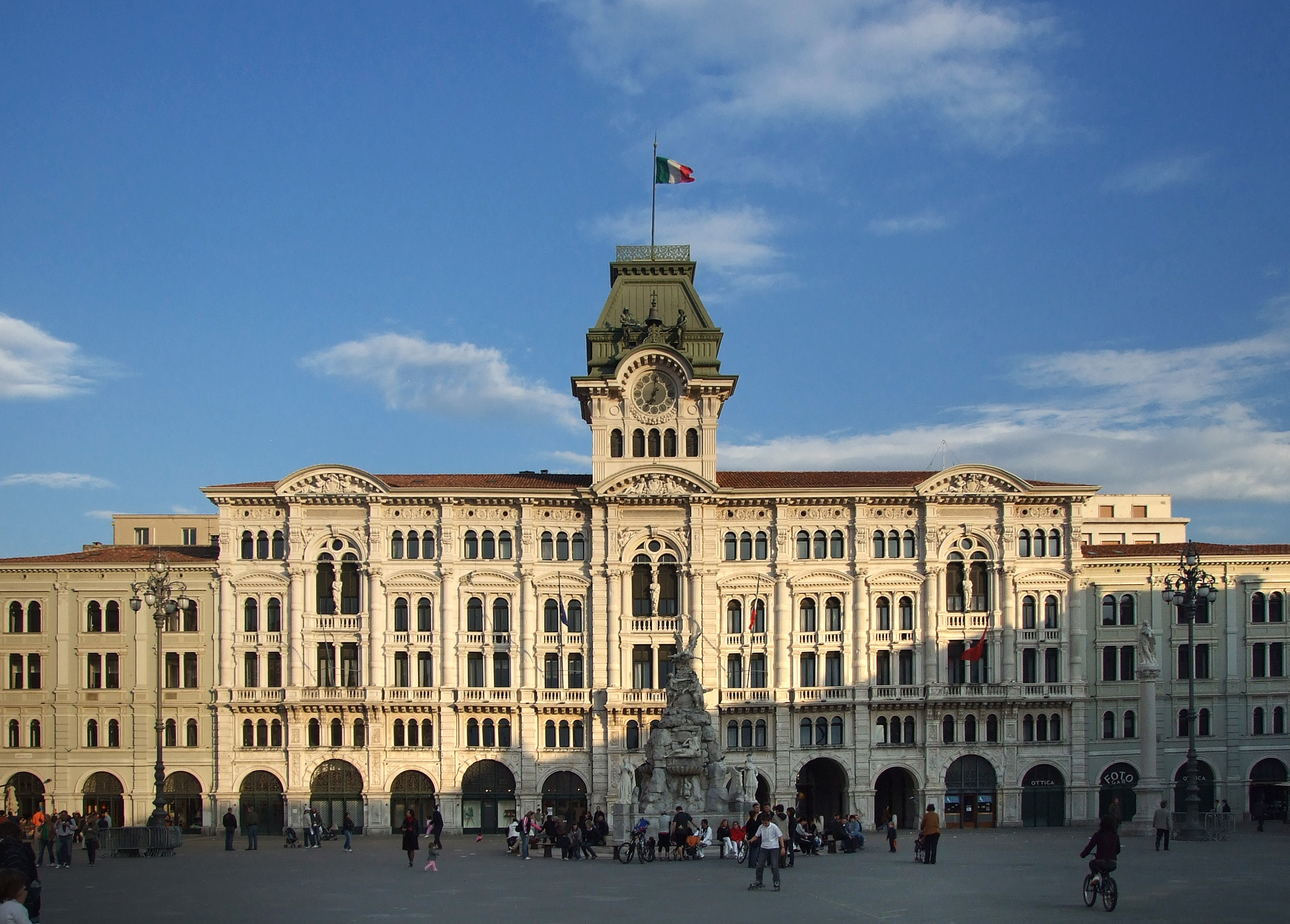
Il palazzo del Comune. Opera dell'arch. Giuseppe Bruni.

Subito dopo la decisione di interrare il vecchio mandracchio (1858-1863), la piazza fu oggetto di una riprogettazione totale. Prevalse allora l'idea di uno spazio completamente aperto sul mare, attorniato da edifici e con il municipio posto come base frontale, con il conseguente abbattimento delle mura e degli edifici che allora chiudevano la piazza dal lato mare. Sul posto designato per far sorgere il palazzo Comunale sorgevano diverse casette, una loggia ed alcuni edifici.
Nel 1875 l'architetto triestino Giuseppe Bruni vinse la gara per la progettazione del nuovo palazzo. Il nuovo edificio era formato da un corpo unico monumentale sovrastato, nella parte centrale, da una torre. Bruni mise tutta la sua bravura per richiamare in quest'opera diverse forme architettoniche, conciliando monumentalità e imponenza, senza in qualche modo turbare l'armonia con gli altri edifici già costruiti.
Il palazzo del municipio è sovrastato dalla torre campanaria sulla quale sono installati due mori, chiamati amichevolmente dai triestini Micheze e Jacheze (dallo sloveno Mihec e Jakec), anche questi progettati da Bruni, che dal 1876 scandiscono il trascorrere del tempo ogni quarto d'ora, nonché la campana civica con l'alabarda cittadina.

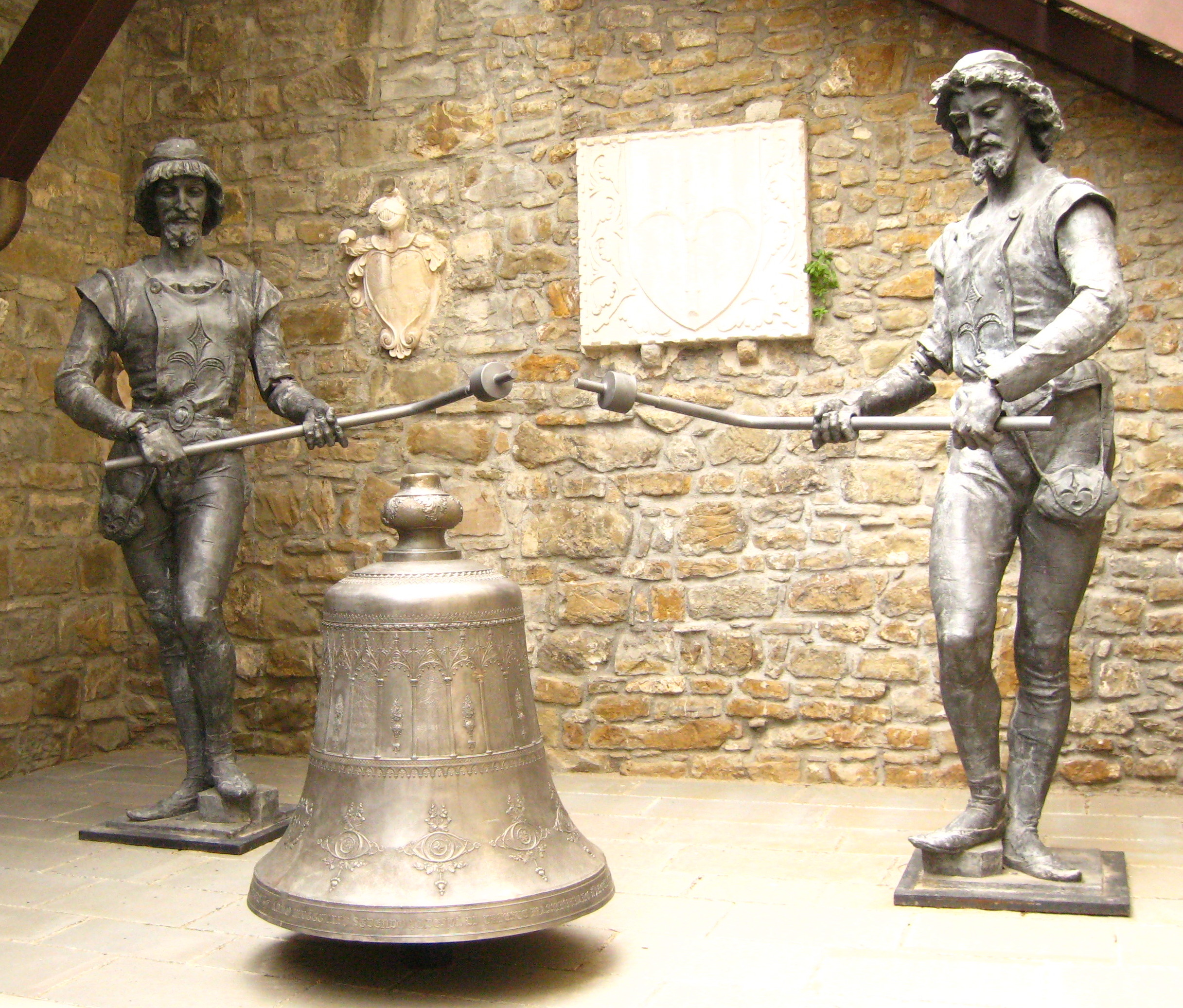
Gli automi originali della torre campanaria del comune di Trieste.

Le due figure che oggi rintoccano sul municipio non sono le statue originali, esposte attualmente al castello di San Giusto dopo il restauro cui sono state sottoposte nel 2006 a causa dell'intenso logoramento, ma fedeli copie identiche alle precedenti.
Il palazzo non piacque subito ai triestini, che iniziarono ad etichettarlo con nomi buffi e originali. Il più famoso, e ancora oggi comunemente usato, è palazzo Cheba, ovvero palazzo Gabbia, per la forma che ricorda una enorme gabbia per gli uccelli, ma anche palazzo Sipario, poiché con la sua mole imponente riusciva a nascondere i ruderi e le brutture delle case della Cittavecchia che si trovavano alle sue spalle.
Fu proprio dal balcone centrale del municipio di Trieste che il 18 settembre 1938 Benito Mussolini, parlando alla gente in piazza Unità, annunciò la promulgazione delle leggi razziali fasciste in Italia.

### Palazzo Modello

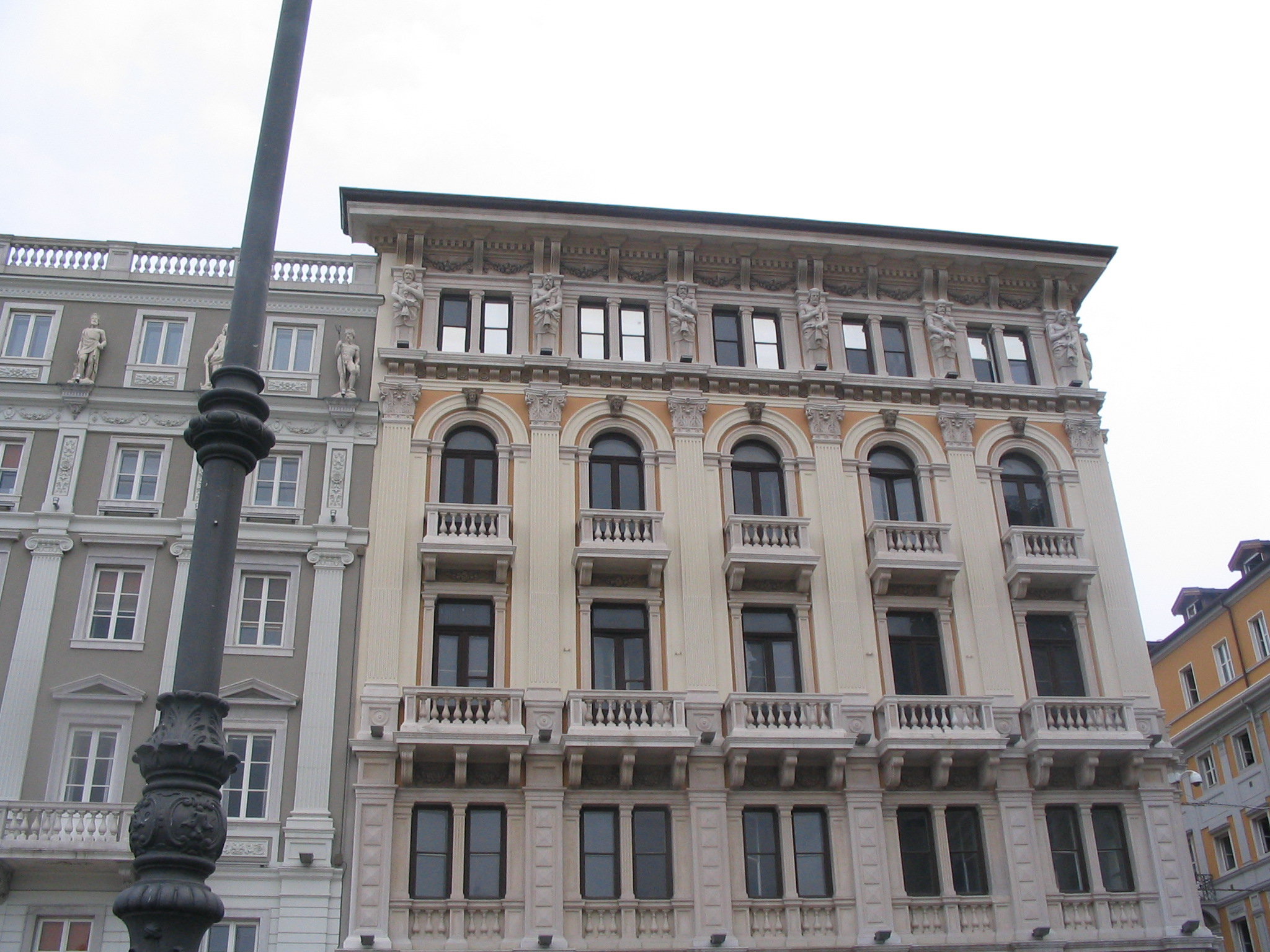
Palazzo Modello

L'edificio si trova tra il municipio e il palazzo Stratti e fu costruito sempre dall'architetto Giuseppe Bruni tra il 1871 e il 1873, prendendo il posto delle vecchie chiese di San Pietro e San Rocco che si trovavano ivi in loco. Il palazzo fu progettato dietro indicazioni del Comune e venne soprannominato Modello perché doveva servire come esempio architettonico per la ristrutturazione che stava avvenendo nell'allora piazza Grande.
All'inizio il palazzo fu adibito ad albergo, denominato Hotel Delorme, che però smise di operare verso il 1912. Al suo posto trovarono spazio gli uffici del Comune. Nel 2007, in seguito alla devastazione da parte di un incendio, il Comune di Trieste lo ha venduto all'allora azienda municipalizzata AcegasAps, ora AcegasApsAmga, col fine di realizzare la nuova sede direzionale.
Nell'ultimo piano dell'edificio si notano dei telamoni (statue maschili) intenti a reggersi la tunica.

### Fontana dei Quattro Continenti

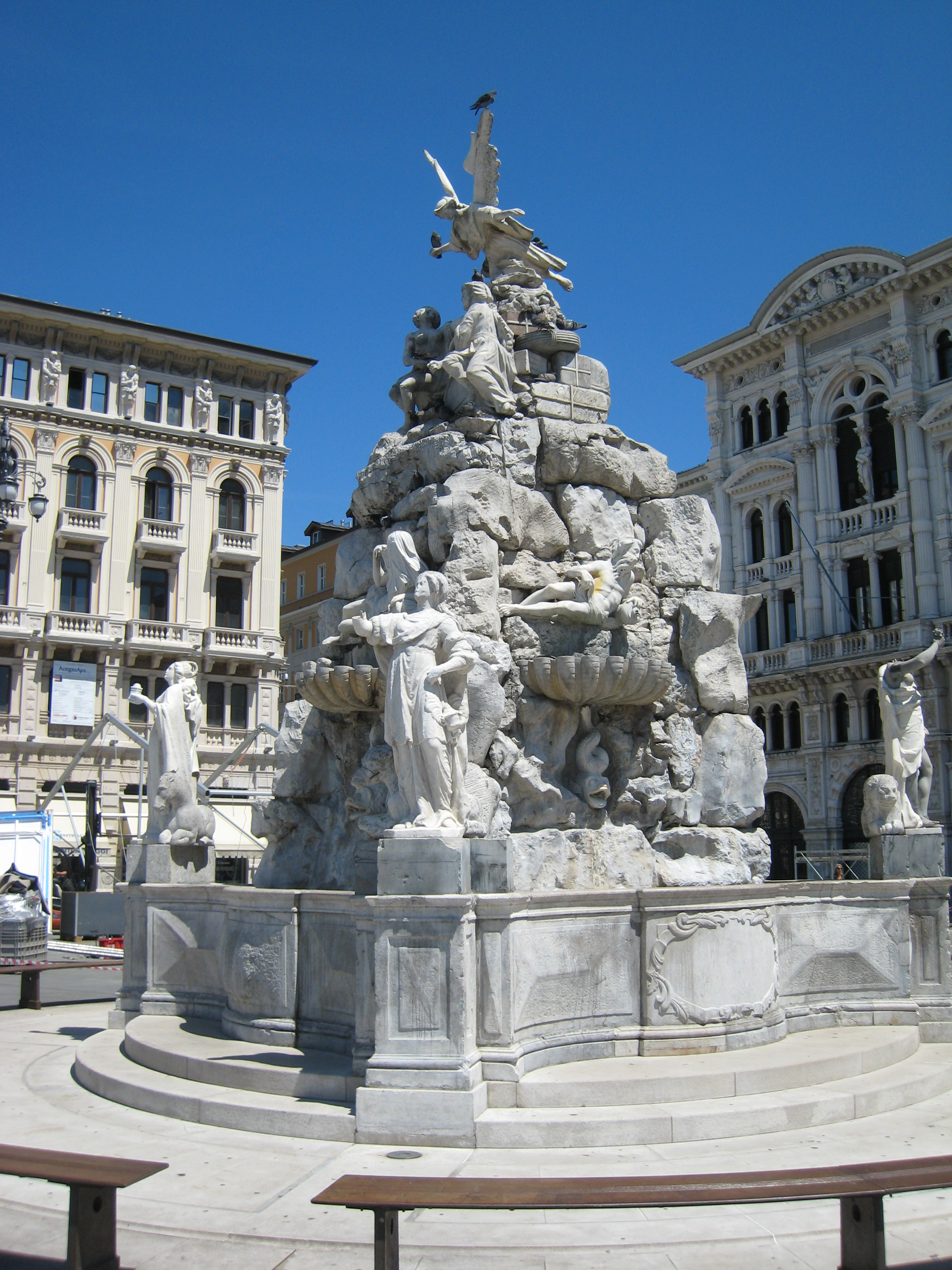
La fontana del bergamasco Giovanni Battista Mazzoleni.

Tra il 1751 e il 1754 nella piazza Grande si decise la costruzione di una fontana che doveva rappresentare Trieste come la città favorita dalla fortuna grazie all'istituzione del porto franco da parte di Carlo VI e delle politiche di sviluppo di Maria Teresa d'Austria.
L'opera venne realizzata dallo scultore bergamasco Giovanni Battista Mazzoleni.
Il mondo è rappresentato da quattro statue allegoriche che richiamano i tratti delle persone che vivevano nei continenti allora conosciuti (Europa, Asia, Africa e America).
L'acqua sgorgava da quattro figure allegoriche di fiumi, sempre ad indicare i continenti. La rappresentazione del Nilo ha il volto velato, le sorgenti infatti allora erano sconosciute.
Sulla sommità della fontana sovrasta una figura femminile alata e a braccia aperte che rappresenta Trieste. Adagiata sulle rocce del Carso la statua è circondata da pacchi, balle di cotone e cordame. Come immagine simbolica di una città che accoglieva i commercianti provenienti da tutto il mondo e, in maggior misura, dall'area orientale.
Nel 1938, in occasione di una visita di Benito Mussolini a Trieste, la fontana venne rimossa per liberare la piazza, e custodita all'Orto Lapidario. Venne ricollocata nella piazza appena nel 1970, in una posizione leggermente più a lato (verso ovest) rispetto all'attuale. Il 10 ottobre 2000, nell'ambito della ristrutturazione dell'intera piazza, la fontana è stata spostata nuovamente al centro, riponendola in asse con il municipio.
La fontana negli ultimi tempi è stata oggetto di atti di vandalismo che ne hanno danneggiata la struttura. Delle quattro statue che la circondano, solo l'Europa si è salvata da questi scempi. Il 15 maggio 2008, durante la notte, un ignoto ha decapitato la testa della statua rappresentante l'Africa, lasciandola semplicemente appoggiata al resto del corpo. Nell'ottobre del 2015, in pieno giorno, un triestino di 65 anni, già noto alle forze dell’ordine e al dipartimento di salute mentale cittadino, si è arrampicato in cima alla Fontana e, urlando frasi sconnesse, con un tubo di ferro ha distrutto l'ala e il braccio destro dell'angelo posto alla sommità della fontana.

## Statua di Carlo VI

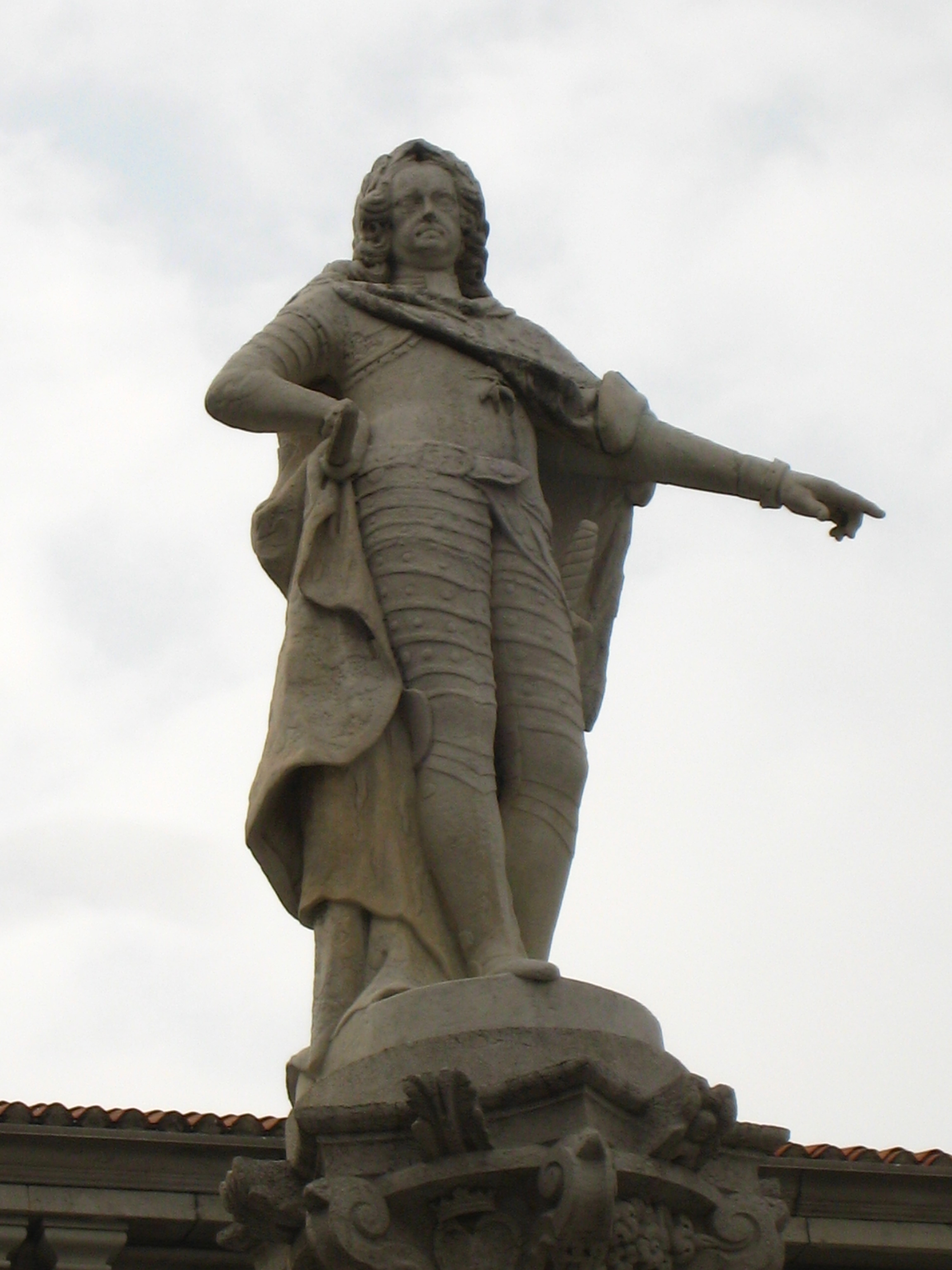
La statua di Carlo VI, del veneto Lorenzo Fanoli.

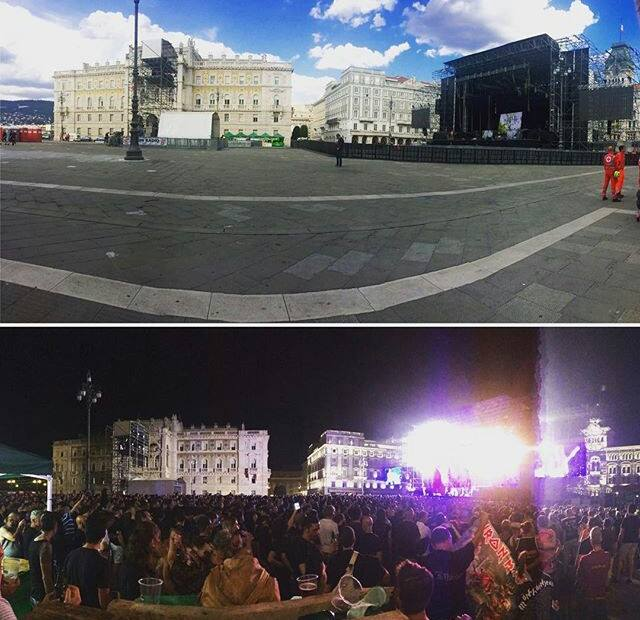
La piazza prima e durante il concerto degli Iron Maiden tenutosi il 26 luglio 2016.

A pochi metri a destra della fontana dei Quattro Continenti (avendo il mare alle spalle e osservando il municipio) una colonna in pietra bianca sorregge una statua di un imperatore. Essa è la colonna di Carlo VI d'Asburgo.
Tra tutte le modifiche a cui la piazza ha assistito nel corso dei secoli, questo elemento è presente e costante fin dal 1728, anno in cui fu deciso di erigere la statua in occasione della visita dell'imperatore a Trieste.
Figlio di Leopoldo I d'Austria (la cui statua si trova nell'attuale piazza della Borsa) e padre di Maria Teresa d'Austria, Carlo VI nel 1719 istituì il porto franco a Trieste, dando un notevole impulso al commercio e allo sviluppo cittadino.
La statua raffigura l'Imperatore in piedi che osserva il vecchio nucleo cittadino (verso piazza della Borsa) e indica il mare, con il porto franco da lui istituito.
Data la fretta dovuta all'imminenza della visita, la statua fu provvisoriamente realizzata in legno e dorata, e sostituita quindi nel 1756 dall'attuale in pietra.

## Concerti
21 giugno 2005 Duran Duran
- 14.07.2005 Isle of MTV Chemical Brothers - Garbage - Snoop Dogg - Flipsyde - Meg
- 15-16.06.2006 Festivalbar
- 14.7.2009 Carlos Santana
- 25.05.2013 Green Day: il gruppo si è esibito nella piazza, di fronte a 9.000 persone.[3]
- 26.07.2016 Iron Maiden: la band si è esibita nella piazza, ultima data di un mini tour di tre concerti in Italia (Milano, Roma, Trieste),[4] davanti ad un pubblico da tutto esaurito di oltre 15.000 persone.[5] La canzone "Powerslave" suonata a Trieste è stata inclusa nel CD/DVD live "The Book of Souls: Live Chapter".[6]
- 28.07.2016 Mika; anche il cantante anglo-libanese si è esibito in questa piazza nell'ambito dei concerti promulgati dal comune, di fronte a 6.000 persone.[7]
- 30.07.2016 Simone Cristicchi si è esibito l'artista, che con la città di Trieste ha un legame particolare: è uno dei pochi artisti che ha dedicato parte della sua discografia all'Esodo istriano-fiumano-dalmata.
- 19.06.2017 La piazza ha visto l'esibizione della Filarmonica del Teatro alla Scala di Milano.
- 17.07.2018 Iron Maiden: la band è tornata in Piazza dell'Unità D'Italia, davanti a 10.000 fan entusiasti.[8] La data era la terza dopo i concerti di Milano (San Siro) e Firenze (Visarno Arena).
- 06.10.2018 Bob Sinclar: uno dei dj più famosi al mondo, in occasione dei festeggiamenti per l'edizione numero 50 della Barcolana tiene una sua esibizione facendo ballare 8.000 persone in piazza nonostante una pioggia battente.[9]